# 白牙 (杰克·伦敦小说)
《白牙》（英語：White Fang，又译《白獠牙》）是美国作家杰克·伦敦所著的一本小说，首次连载于《Outing》杂志，于1906年出版。该小说的背景是19世纪末的加拿大育空的克朗代克地区淘金热，讲述了一只野生狼狗的驯化历程。《白牙》是杰克·伦敦的代表作《野性的呼唤》的姊妹篇，同时在小说主题上形成了对照。后者讲述了一只被诱拐的家养狗回归野性的过程。
这部小说的视角大部分从小说的主角白牙出发，这种写法使得杰克·伦敦能够探索动物看待人类世界的方式。《白牙》洞察了残酷的野生世界及同等残酷的人类世界，同时也探索了关于道德和赎罪的复杂主题。
这部小说自出版以来，已被翻译成超过89种不同的语言，并有三卷的盲文版出版。同时亦被多次改编成电影。

## 情节
故事要從以冰雪中二位旅人遭狼群劫掠引出白牙具有一半狗血统的母亲“杰茜”和其父“独眼”開始說起。白牙出世后不久，与其在丛林中偶遇从前的印第安主人“灰海濑”并向其效忠。灰海濑的棍棒相加和以“里普-利普”为首的小狗群的迫害造就了白牙孤独而凶恶的性格。后来灰海濑在淘金热中被凶残的白人“美人史密斯”引诱，为换酒而把白牙易手。美人史密斯以虐待白牙为乐，同时逼迫白牙与其他狗咬斗并通过打赌赢钱，使得白牙成为一只凶恶至极的斗狼。白牙在打斗中战无不胜，但在跟牛头犬“切洛基”相斗时被对方死死咬住咽喉，生命垂危，幸亏偶然路过的矿业专家威登·司各特和雪橇夫马特救下并赎买了垂死的白牙。新主人用仁慈和爱心照料白牙，使之很快痊愈，并变得善良、忠诚，开始渐渐熟悉文明世界的生活法则。

## 创作背景
在创作中，杰克·伦敦是有意把这两部小说写成姊妹篇的。在他写给麦克米兰出版公司的总裁乔治·布赖特的一封信中，他表述了把《白牙》写成《野性的呼唤》的姊妹篇并与之对立的想法：“我将描写一条狗的进化过程，展现它如何发展成为一条拥有驯服、忠诚、爱及道义这些必备的品德及美德的狗的文明过程，而不是写它的退化、背离文明的过程。”

## 主题
批评家指出了这部小说的许多潜在主题。汤姆·费勒将这部小说描述为“一个关于人性从野蛮到文明发展历程的寓言”。他同时指出：“这部小说暗示了个体和社会的变化在某种程度上都需要暴力的参与。”保罗·迪恩则指出：“这部小说体现了社会需要一种准则来抑制个人主义。”杰克·伦敦本人则受到了赫伯特·斯宾塞的名言“适者生存”以及弗里德里希·尼采的“超人哲学”和“对力量的崇拜”观点的影响。
有文献指出，《白牙》一书体现了自然主义创作手法，同时白牙从荒野走向文明的生命历程体现了杰克·伦敦积极、乐观、具有进化论的一面。亦有文献认为杰克·伦敦“在《白牙》中阐述了他对达尔文的适者生存的理论的另一种理解，即适者生存不仅指在残酷的生存竞争中只有强者能生存下来，而且也指另外一种适应，是对文明的适应，在其过程中爱起到了关键作用。”还有文献认为该部作品反映了作者的生态伦理意识，“即对建立和谐的人类与动物关系的向往以及对人类残酷对待动物的行为的批判”，同时认为杰克·伦敦摒弃了人类中心主义的立场，将动物的生活经历作为小说的核心，为20世纪美国生态文学的蓬勃发展进行了有益的尝试。

## 反响
发行后，《白牙》一书立即获得了世界性的成功，在青少年读者中尤其流行。罗伯特·格林伍德将《白牙》称为“杰克·伦敦最有趣和最具野心的作品之一”。弗吉尼亚·克兰则称这部小说“一般认为其艺术性不如姊妹篇《野性的呼唤》，但帮助了杰克·伦敦建立起美国流行文学人物的地位。”